# TRAPPIST-1e
TRAPPIST-1e，也称为2MASS J23062928-0502285 e，是一颗接近地球大小的类地系外行星，在超低温矮星TRAPPIST-1周围的适居带内运行，距离地球大约40光年（12秒差距，3800000万亿公里，240000000百万英里），位于宝瓶座。这颗系外行星是通过凌日法发现的，其中测量了行星穿过其恒星前方时产生的变暗效应。
它是通过斯皮策太空望远镜的观测发现的围绕这颗恒星运行的七颗新系外行星之一。在七个当中的三个（e、f和g）位于适居带内。TRAPPIST-1e有着类似于地球的质量、半径、密度、重力、温度和恒星通量。它也被证实有一个致密的大气层，就像我们太阳系中的其他类地行星一样。
2018年11月，研究人员确定，在多行星系统的七颗系外行星中，TRAPPIST-1e是最有可能成为类地海洋行星的一颗，也是最值得进一步研究适居性的一颗。根据适居系外行星目录，TRAPPIST-1e是迄今为止发现的最有可能适居的系外行星之一。